# 深山轟炸機
深山是第二次世界大戰時由日本中島飛機公司根據美國道格拉斯DC-4E為藍圖而研發的四發動機重型轟炸機。

## 研發簡史和設計特點
深山的外表和美國B-24轟炸機有點相似但各方面卻有所不如，大日本帝國海軍在中日戰爭以來，只是用九六式陸上攻擊機來轟炸主要軍事目標，無法滿足陸軍的支援；加上日美關係緊張，所以海軍下令中島飛機公司研制一架四發動機遠距離航程重型轟炸機。 
中島飛機根據購自美國的道格拉斯DC-4E大型客機，參考內部結構自行研製「十三試大型陸上攻撃機」，1941年2月完成一號試驗機，主翼、降落裝置、液壓和電動系統都是參考DC-4E，選用4具中島飛機公司自行研發的1,870匹馬力NK7A護11型發動機，載彈量為2,000至4,000公斤的炸彈（反艦攻擊時並可以安裝3枚八十號（800公斤）穿甲炸彈或2枚九一式魚雷）、三個起落架、大型翼內燃料箱和更多自衛火力（兩門九九式一號一型機炮〔一門安裝在動力炮塔、一門安裝在機尾部〕和4挺九二式防衛機槍〔兩挺安裝在機身後部側方則左右、一挺安裝在機首、一挺安裝機身後下部〕）。在1941年4月8日試飛，但由於護發動機出現一連串故障，加上機體過重和內部結構複雜，導致維修機械人員感到頭痛和心煩。其表現未如人意，於是在深山的第三至六號機改裝為4具三菱MK4B火星12型發動機作為運輸機使用。雖然只製造出6架，卻有三種型號：G5N1、G5N2、G5N2-L等。

## 評價
深山轟炸機雖然是日本海軍下令研製的第一架四發遠距離航程重型轟炸機，其三個起落架、大型翼內防彈燃料箱、更多自衛火力和載彈量2,000至4,000公斤炸彈都算是比一式陸上攻擊機更好。可是機身和機翼重，加上護發動機引起的連串振動，還有內部結構複雜導致維修機械人員難以維修，於是日本海軍下令松村健一技師研發連山轟炸機。

## Ki85试验机
1941年（昭和16年），陆军省提出深山的改装计划，命名为Ki85并交給川崎进行设计和制造。在1942年（昭和17年）的模型审查中由于性能不及计划预期而在1943年（昭和18年）五月的会议中决定中断研究。

## 基本資料

### G5N1
- 乘員：7人（駕駛、副駕駛、水平投彈手、機槍手）
- 機長：31.02米
- 翼展：42.14米
- 機高：6.13米
- 空重：20,100公斤
- 最重：32,150公斤
- 機翼面積：201.8 平方米
- 最快速度：420公里/小時
- 航程：4,260公里
- 昇限：7,450米
- 發動機：4具中島NK7A護11型14汽缸星型風冷式引擎（1,870匹馬力）
- 武裝：2挺20毫米口徑九九式機炮、4挺7.7毫米口徑九二式防衛機槍、2,000至4,000公斤炸彈或兩枚九一式魚雷

## 研發國家
- 日本

## 外部連結
- 二戰日本的重型轟炸機 （页面存档备份，存于）